# 山臼仮乗降場

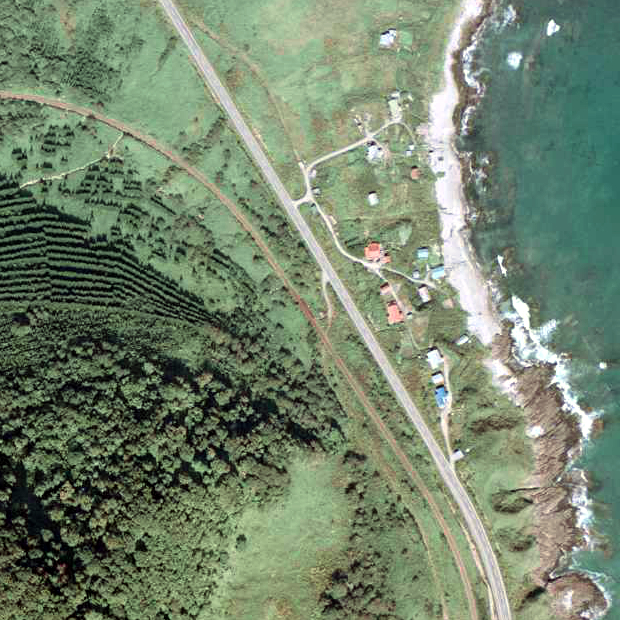
1977年の山臼仮乗降場と周囲約500m範囲。下が北見枝幸方面。枝幸側に踏切があり、その北の焦げ茶色に汚れた路盤の海側にホーム、踏切傍に待合室が見える。

山臼仮乗降場（やまうすかりじょうこうじょう）は、北海道（宗谷支庁）枝幸郡枝幸町字目梨泊にあった日本国有鉄道（国鉄）興浜北線の仮乗降場（廃駅）である。興浜北線の廃線に伴い1985年（昭和60年）7月1日に廃駅となった。

## 歴史
- 1956年（昭和31年）2月26日 - 日本国有鉄道興浜北線の山臼仮乗降場（局設定）として開業[1]。
- 1985年（昭和60年）7月1日 - 興浜北線の廃線に伴い廃止となる[1]。

### 仮乗降場名の由来
アイヌ語の「ヤㇺワッカウㇱ（yam-wakka-us）」（冷たい・水・いつもある〔ところ〕）からとされている。

## 駅構造
廃止時点で、単式ホーム1面1線を有する地上駅であった。ホームは北見枝幸に向かって左手（海側）に設置され、近くに待合室があった。

## 駅周辺
- 国道238号（宗谷国道）[3]
- 宗谷バス「問牧小学校前」停留所

## 隣の駅
日本国有鉄道
興浜北線
目梨泊駅 - 山臼仮乗降場- 問牧駅